# Olexi Siutkin
Olexi Siutkin –en ucraniano, Олексій Сюткін– (1985) es un deportista ucraniano que compitió en triatlón y acuatlón.
Ganó una medalla de oro en el Campeonato Europeo de Triatlón de 2009, en la prueba de relevo mixto. Además, obtuvo dos medallas de oro en el Campeonato Europeo de Acuatlón, en los años 2014 y 2016.

## Palmarés internacional
| Campeonato Europeo | Campeonato Europeo    | Campeonato Europeo | Campeonato Europeo |
| Año                | Lugar                 | Medalla            | Prueba             |
| ------------------ | --------------------- | ------------------ | ------------------ |
| 2009               | Holten (Países Bajos) | Medalla de oro     | Relevo mixto       |

| Campeonato Europeo | Campeonato Europeo    | Campeonato Europeo | Campeonato Europeo |
| Año                | Lugar                 | Medalla            | Prueba             |
| ------------------ | --------------------- | ------------------ | ------------------ |
| 2014               | Colonia (Alemania)    | Medalla de oro     | Individual         |
| 2016               | Châteauroux (Francia) | Medalla de oro     | Individual         |